# Hầm đường bộ Đèo Cả
Hầm đường bộ Đèo Cả là 1 hệ thống đường hầm thay thế cho Đèo Cả vốn rất hiểm trở và nguy hiểm. Đường hầm này nối liền 2 tỉnh Đắk Lắk và Khánh Hòa, nằm trên tuyến đường Quốc lộ 1 huyết mạch và đường cao tốc Bắc – Nam phía Đông của Việt Nam. Đây là 1 trong những hầm đường bộ hiện đại nhất Việt Nam và là hầm dài thứ 2 trong cả nước, đứng sau Hầm Hải Vân.

## Vị trí địa lý
Hầm đường bộ nằm giữa 2 tỉnh Phú Yên và Khánh Hòa. Điểm cửa hầm phía Bắc là tại lý trình km 1353 + 500 Quốc lộ 1 thuộc thôn Hảo Sơn Bắc, xã Hòa Xuân Nam, thị xã Đông Hòa, tỉnh Phú Yên, kết nối với đường cao tốc Chí Thạnh – Vân Phong. Điểm cửa hầm phía Nam là tại lý trình km 1371 + 525 Quốc lộ 1 thuộc thôn Cổ Mã, xã Vạn Thọ, huyện Vạn Ninh, tỉnh Khánh Hòa, nối tiếp với đường cao tốc Vân Phong – Nha Trang.
Trong tương lai, khi đường cao tốc Chí Thạnh – Vân Phong và đường cao tốc Vân Phong – Nha Trang hoàn thành, sẽ trở thành 1 phần của đường cao tốc Bắc – Nam phía Đông thay vì Quốc lộ 1 như hiện tại.

## Thông tin hầm đường bộ
Tổng chiều dài khoảng 13,5 km, trong đó hầm xuyên núi Đèo Cả dài 4,1 km, xuyên núi Cổ Mã dài 500 m, còn lại là đường dẫn và cầu trên tuyến (9 km).
Hầm đường bộ được thiết kế theo tiêu chuẩn đường cao tốc TCVN 5729-1997, có 2 trục hầm song song nhau, trong mỗi trục hầm thiết kế 2 làn xe, khoảng cách giữa hai trục hầm là 30 m. Hầm có thể chịu được động đất cấp 7. Giai đoạn 1 có 4 làn xe đường dẫn, vận tốc thiết kế là 80 km/h.

### Kỹ thuật và tài chính
Dự án xây dựng Hầm đường bộ Đèo Cả được Bộ Giao thông Vận tải Việt Nam phê duyệt đầu năm 2012 theo hình thức BOT và BT với tổng vốn đầu tư là 15.603 tỷ đồng, chủ đầu tư là Công ty Cổ phần đầu tư Đèo Cả. Trong đó, kinh phí xây dựng hầm Đèo Cả (đầu tư theo hình thức BOT) là 10.555 tỷ đồng, kinh phí xây dựng hầm Cổ Mã, đường dẫn và cầu trên tuyến (đầu tư theo hình thức BT) 4.509 tỷ đồng, chi phí giải phóng mặt bằng và tái định cư 539 tỷ đồng (phần vốn ngân sách nhà nước).
Ông Lê Quỳnh Mai - phó tổng giám đốc Công ty CP Đầu tư Đèo Cả cho biết, Dự án hầm đèo Cả do Nhật Bản thiết kế, chủ đầu tư là doanh nghiệp Việt Nam, sử dụng nguồn vốn vay trong nước, được thi công theo công nghệ làm hầm NATM của Áo, nhưng do 3 nhà thầu của Việt Nam đảm nhiệm; tư vấn giám sát ban đầu cũng là Nhật Bản, nhưng đến nay thì chỉ còn một số chuyên gia, còn đa số là người Việt Nam.

### Tái định cư
Về khu tái định cư, sẽ có 2 khu thuộc hai tỉnh Phú Yên và Khánh Hòa. Khu tái định cư phía Phú Yên sẽ được xây dựng với kinh phí khoảng 120 tỷ đồng trên 8,5 ha, phục vụ cho 156 hộ dân bị ảnh hưởng. Còn ở phía Khánh Hòa, khu tái định cư sẽ nằm ở xã Đại Lãnh, huyện Vạn Ninh phục vụ cho gần 200 hộ dân.

## Mục đích tạo hầm đường bộ
Đoạn đường qua Đèo Cả rất dài (12 km) và hiểm trở, nhiều khúc cua gấp với bán kính cong nhỏ, độ dốc dọc lớn, gây nguy cơ mất an toàn giao thông nhất là với các xe tải nặng, xe siêu trường, siêu trọng. Khu vực này cũng thường xuyên xảy ra ách tắc giao thông do đất đá trên đèo bị sụt lở. Vì vậy việc đầu tư xây dựng hầm đường bộ qua đèo Cả nhằm giảm thiểu tai nạn giao thông, nâng cao hiệu quả khai thác của Quốc lộ 1.
Theo dự kiến, khi đường hầm hoàn thành thì tổng quãng đường qua đèo giảm còn 1 nửa, thời gian qua đèo giảm chỉ còn 1/4, chịu được trọng tải lớn và an toàn cho các loại xe lưu thông. Đường hầm cũng sẽ giúp cho việc lưu thông thuận lợi giữa miền Trung và khu vực phía Nam, nối liền khu kinh tế Nam Phú Yên và khu kinh tế Vân Phong, và giữa thành phố Tuy Hòa và thành phố Nha Trang, làm bàn đạp để phát triển kinh tế khu vực.

## Xây dựng
Hầm được khởi công ngày 18 tháng 11 năm 2013. Vào tháng 9 năm 2015, tiểu dự án hầm Cổ Mã chính thức thông xe toàn bộ hầm. Ngày 21 tháng 6 năm 2016, chính thức thông kỹ thuật dự án hầm Đèo Cả. Ngày 21 tháng 8 năm 2017, toàn bộ dự án chính thức được thông xe.

## Chi tiết tuyến đường

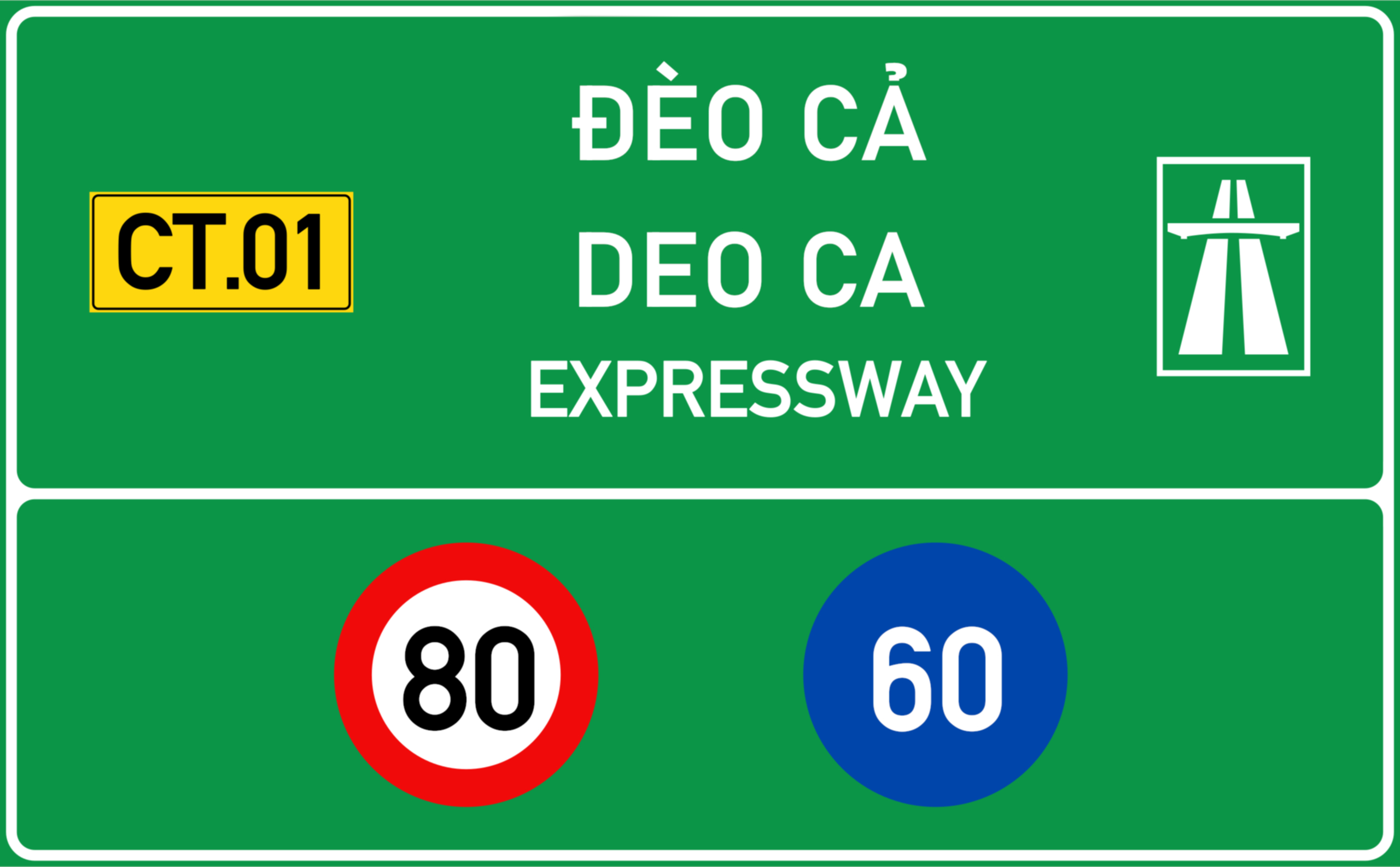
Bảng thông tin tốc độ cao tốc đoạn hầm đường bộ Đèo Cả

### Làn xe
- 4 làn xe, đường dẫn 4 làn xe và 2 làn dừng khẩn cấp

### Chiều dài
- Toàn tuyến: 13,5 km

### Tốc độ giới hạn
- Tối đa: 80 km/h, Tối thiểu: 60 km/h

## Lộ trình chi tiết
- IC - Nút giao, JCT - Điểm lên xuống, RA - Khu vực dịch vụ (Trạm dừng nghỉ), TN - Hầm đường bộ, TP - Trạm thu phí, BR - Cầu
- Đơn vị đo khoảng cách là km.

| Ký hiệu                                                                   | Tên                                                                       | Khoảng cách từ đầu tuyến                                                  | Kết nối                                                                   | Ghi chú                                                                   | Vị trí                                                                    | Vị trí                                                                    |
| Kết nối trực tiếp với Đường cao tốc Chí Thạnh – Vân Phong (Đang thi công) | Kết nối trực tiếp với Đường cao tốc Chí Thạnh – Vân Phong (Đang thi công) | Kết nối trực tiếp với Đường cao tốc Chí Thạnh – Vân Phong (Đang thi công) | Kết nối trực tiếp với Đường cao tốc Chí Thạnh – Vân Phong (Đang thi công) | Kết nối trực tiếp với Đường cao tốc Chí Thạnh – Vân Phong (Đang thi công) | Kết nối trực tiếp với Đường cao tốc Chí Thạnh – Vân Phong (Đang thi công) | Kết nối trực tiếp với Đường cao tốc Chí Thạnh – Vân Phong (Đang thi công) |
| ------------------------------------------------------------------------- | ------------------------------------------------------------------------- | ------------------------------------------------------------------------- | ------------------------------------------------------------------------- | ------------------------------------------------------------------------- | ------------------------------------------------------------------------- | ------------------------------------------------------------------------- |
| 1                                                                         | IC Hảo Sơn                                                                | 1335                                                                      | Quốc lộ 1                                                                 | Đang thi công                                                             | Đông Hoà                                                                  | Đắk Lắk                                                                   |
| TG                                                                        | Trạm thu phí Hầm Đèo Cả                                                   | ↓                                                                         |                                                                           | Chỉ thu phí ra vào hầm đường bộ Đèo Cả                                    | Đông Hoà                                                                  | Đắk Lắk                                                                   |
| TN                                                                        | Hầm đường bộ Đèo Cả                                                       | ↓                                                                         |                                                                           |                                                                           | Ranh giới Đắk Lắk – Khánh Hòa                                             | Ranh giới Đắk Lắk – Khánh Hòa                                             |
| TN                                                                        | Hầm đường bộ Cổ Mã                                                        | ↓                                                                         |                                                                           |                                                                           | Khánh Hòa                                                                 | Vạn Ninh                                                                  |
| 2                                                                         | IC Vân Phong                                                              | 1348                                                                      | Quốc lộ 1                                                                 | Đang thi công                                                             | Khánh Hòa                                                                 | Vạn Ninh                                                                  |
| Kết nối trực tiếp với Đường cao tốc Vân Phong – Nha Trang (Đang thi công) |                                                                           |                                                                           |                                                                           |                                                                           |                                                                           |                                                                           |
| 1.000 mi = 1.609 km; 1.000 km = 0.621 mi                                  |                                                                           |                                                                           |                                                                           |                                                                           |                                                                           |                                                                           |

## Quy định qua hầm
- Cấm xe mô tô, xe gắn máy, xe đạp, xe thô sơ và người đi bộ qua hầm
- Cấm xe ô tô chở hàng độc hại, chất dễ cháy, chất nổ, hàng nguy hiểm